# Желание Вакко
Желание Вакко (англ. Wakko's Wish) — американский полнометражный комедийный мультипликационный фильм Warner Bros., выпущенный 16 июля 1999 года. Основан на мультсериале «Озорные анимашки», который выходил с 1993 по 1998 год. Режиссёрами мультфильма стали Лиз Хольцман, Расти Миллс и Том Рюггер. На VHS кассетах мультфильм впервые был выпущен 21 декабря 1999 года. С 2020 года «Желание Вакко» транслируется на Hulu.

## Сюжет
Якко, Вакко и Дот Уорнеры живут в вымышленном городке под названием Акме Фолс в королевстве Уорнерсток в 1898 году. После смерти короля Уорнерстока соседнее королевство Тиктокия (пародия на Time Inc.) захватывает Уорнерсток и облагает народ слишком большими налогами. Загадывая желания у звезды, путешествуя по горам и участвуя в других приключениях, Уорнеры спасают Уорнерсток и побеждают злого короля Тиктокии.

## Роли озвучивали
- Джесс Харнелл — Вакко Уорнер
- Роб Полсен — Якко Уорнер, доктор Шмыг-Царап, Пинки, Ларри
- Тресс Макнилл — Дот Уорнер, Марита, Нёрс, мама Минди
- Морис Ламарш — Брейн, Сквит
- Шерри Стоунер[англ.] — Слэппи, Прунелла
- Нэйтан Рюггер[англ.] — Скиппи
- Нэнси Картрайт — Минди
- Фрэнк Уэлкер — Тадеуш Плотс, Ральф, Рант, Баттонс, Флавио
- Чик Веннера — Песто
- Джон Мариано[англ.] — Бобби
- Бернадетт Питерс — Рита
- Пэкстон Уайтхед[англ.] — король Августус Салазар
- Бен Штейн — Пип
- Джефф Беннетт — Балони, капитан стражи
- Джули Браун — Минерва Минк
- Том Бодетт[англ.] — рассказчик
- Стивен Берштейн[англ.] — камео

## Саундтреки
1. «Never Give Up Hope»
2. «Train Bringing Wakko»
3. «I’ve Got a Ha’Penny»
4. «So Much for Wakko’s Ha’Penny»
5. «Twinkle, Twinkle»
6. «The Wishing Star»
7. «Hungarian Rhapsody»
8. «If I Could Have My Wish Then I’d Be Happy»

## Дата премьеры
| Страна           | Дата премьеры                      |
| США              | 16 июля 1999 21 декабря 1999 (VHS) |
| Мексика          | 26 июля 1999                       |
| Россия           | 12 августа 1999                    |
| Италия           | 12 сентября 1999                   |
| Дания            | 17 сентября 1999                   |
| Германия         | 12 ноября 1999                     |
| Бразилия         | 21 ноября 1999                     |
| Республика Корея | 5 декабря 1999                     |
| Франция          | 15 декабря 1999                    |
| Канада           | 22 декабря 1999                    |
| Великобритания   | 23 декабря 1999                    |
| Австралия        | 25 декабря 1999                    |
| Турция           | 16 ноября 2000                     |
| Япония           | 2 декабря 2000                     |
| Филиппины        | 12 декабря 2000                    |
| Польша           | 10 января 2001                     |
| Индонезия        | 11 ноября 2001                     |

## Критика
Ранние показы мультфильма показали очень положительную реакцию. В феврале 1999 года ToonZone сообщила, что "97% детей и родителей дали ему оценку «очень позитивно», и что «98% детей, показанных на экране, дали фильму оценку „хорошо, очень хорошо или отлично“».
Многие комментарии к фильму были сосредоточены на введении серьёзного тона в сериал, известного своим нестандартным юмором. Бретт Роджерс из AOL Hometown дал фильму положительный отзыв, сказав, что в этом мультфильме «есть много такого, что порадует закоренелых фанатов Озорных анимашек», отметив появление почти всех главных героев и антагонистов оригинального сериала. Роджерс отметил, что пафос, обычно не встречающийся в сериале, может оставить некоторых поклонников Озорных анимашек далёкими от фильма, и что серьёзный тон «подкреплен превосходной озвучкой» Роба Полсена и Джесса Харнелла.
Другие отзывы не были столь положительными. Мэри Энн Йохансон из FlickFilosopher писала, что «навязывание сюжета и персонажей, необходимых для наполнения 90-минутного фильма, ограничивает безумие тех самых Озорных анимашек», и что это делает персонажей скучными до такой степени, что «старшие дети и взрослые поклонники Уорнеров могут быть очень разочарованы». Майкл Стюарт из Entertainment Weekly обнаружил, что отсутствие типичного юмора положительно, сказав, что фильм «избегает вынужденной глупости, которое преследует телесериалы», и в то же время «вызывает смех как у детей, так и у взрослых». Критик отметил, что помещать в фильм всех персонажей оригинального мультсериала было бы неудобно, и что «настроения рук» в фильме не являются «особенностями» Озорных Анимашек. В целом он оценил фильм на «С+». Майкл Декуина из TheMovieReport.com дал один из самых положительных отзывов о фильме. Высоко оценив «умные, сатирические шутки для взрослых и более широкий фарс для молодёжи», Деккина сказал, что фильм является «прекрасным примером» семейного фильма, который понравится всей семье, и оценил его на 3,5 из 4 звезды.